# Yacine Dekkiche
Pas d'image ? Cliquez ici

a Compétitions nationales et continentales officielles uniquement.

b Matchs officiels uniquement.
Yacine Dekkiche, né le 19 février 1980, est un joueur de rugby à XIII et de rugby à XV français évoluant au poste d'ailier et d'Arrière.
Il est formé au rugby à XIII dans le club d'Avignon. Prometteur, il est intègre la Super League en signant en 2000 pour Huddersfield où il trouve un autre Français Sylvain Houles. Cette même année, il prend part avec l'équipe de France à la Coupe du monde en 2000. Après une dernière saison en rugby à XIII en 2001, il décide de changer de code de rugby et rejoint le rugby à XV à la Rochelle en Championnat de France de première division. Il évolue par la suite dans divers clubs de deuxième division ou de Fédérale de rugby à XV tels Tarbes, Limoges et Niort. Après sa carrière sportive, il devient entraîneur de rugby à XV.

## Biographie
De retour en France à Avignon après une année d'exil à Huddersfield en Super League, il prend part avec l'équipe de France à la Coupe du monde en 2000. Il se blesse durant la compétition en se fracturant le métacarpe et ne peut être aligné contre les Tonga.
En 2001, le rugby à XV français dans l'ensemble décide d'acquérir les jeunes treizistes présents en équipe de France, ainsi Yacine Dekkiche signe pour la Rochelle, Gaël Tallec pour Toulon, Jean-Emmanuel Cassin à Biarritz et le capitaine Frédéric Banquet à Castres.